# أوميت بن شوشان
أوميت بن شوشان (بالعبرية: עמית בן שושן‏) (23 مايو 1985 بالقدس في إسرائيل - ) هو لاعب كرة قدم إسرائيلي في مركز الهجوم. شارك مع منتخب إسرائيل تحت 21 سنة لكرة القدم ومنتخب إسرائيل لكرة القدم. أما مع النوادي، فقد لعب مع أنورثوسيس فاماغوستا وبيتار القدس ومكابي نتانيا ونادي هبوعيل القدس.

## مسيرته الكروية
لعب أوميت بن شوشان خلال مسيرته الاحترافية مع 4 أندية في أربعة عشر موسمًا وسجل خلالها 44 هدفًا ضمن 278 مباراة. حيث فاز في موسمين بالكأس وفي موسمين بالدوري.
خاض أوميت بن شوشان مسيرته مع نادي بيتار القدس في موسم 2002–03 ليلعب معه أحد عشر موسمًا، مشاركًا في 237 مباراة سجل خلالها 41 هدفًا. ثم انتقل إلى نادي أنورثوسيس فاماغوستا في موسم 2013–14 لمدة موسم واحد، حيث شارك في 14 مباراة سجل خلالها هدفًا واحدًا. لينتقل بعدها إلى نادي مكابي نتانيا في موسم 2014–15 لمدة موسم واحد، مشاركًا في 20 مباراة سجل خلالها هدفًا واحدًا أيضًا. ثم انتقل إلى نادي هبوعيل القدس في موسم 2015–16 لمدة موسم واحد، مشاركًا في 7 مباريات سجل خلالها هدفًا واحدًا أيضًا.

## روابط خارجية
- أوميت بن شوشان على موقع الاتحاد الأوربي (الإنجليزية)
- أوميت بن شوشان على موقع قاعدة بيانات كرة القدم.إي يو (الإنجليزية)
- أوميت بن شوشان على موقع ناشيونال فوتبول تيمز (الإنجليزية)
- أوميت بن شوشان على موقع Soccerway.com (الإنجليزية)
- أوميت بن شوشان على موقع عالم كرة القدم.نت (الإنجليزية)